# Autovlak

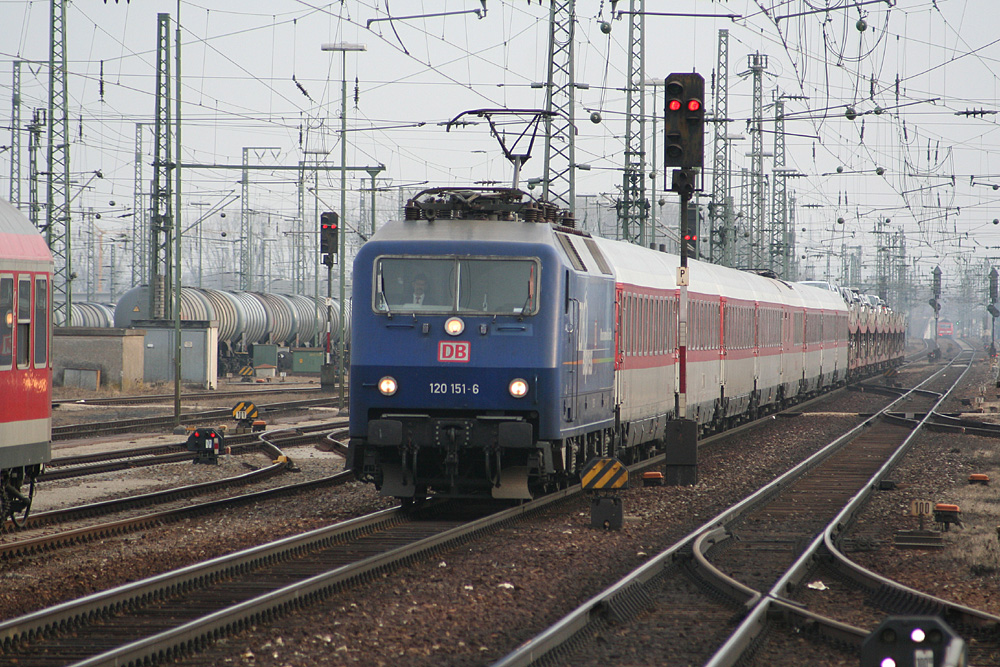
Autovlak 1420 na trase Mnichov – Dortmund v Ingolstadtu, únor 2006

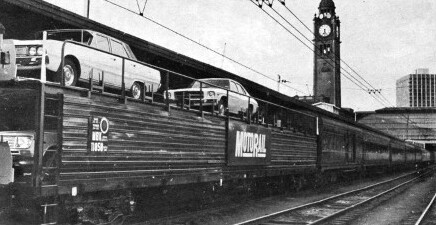
Vlak Motorail v Sydney v roce 1970

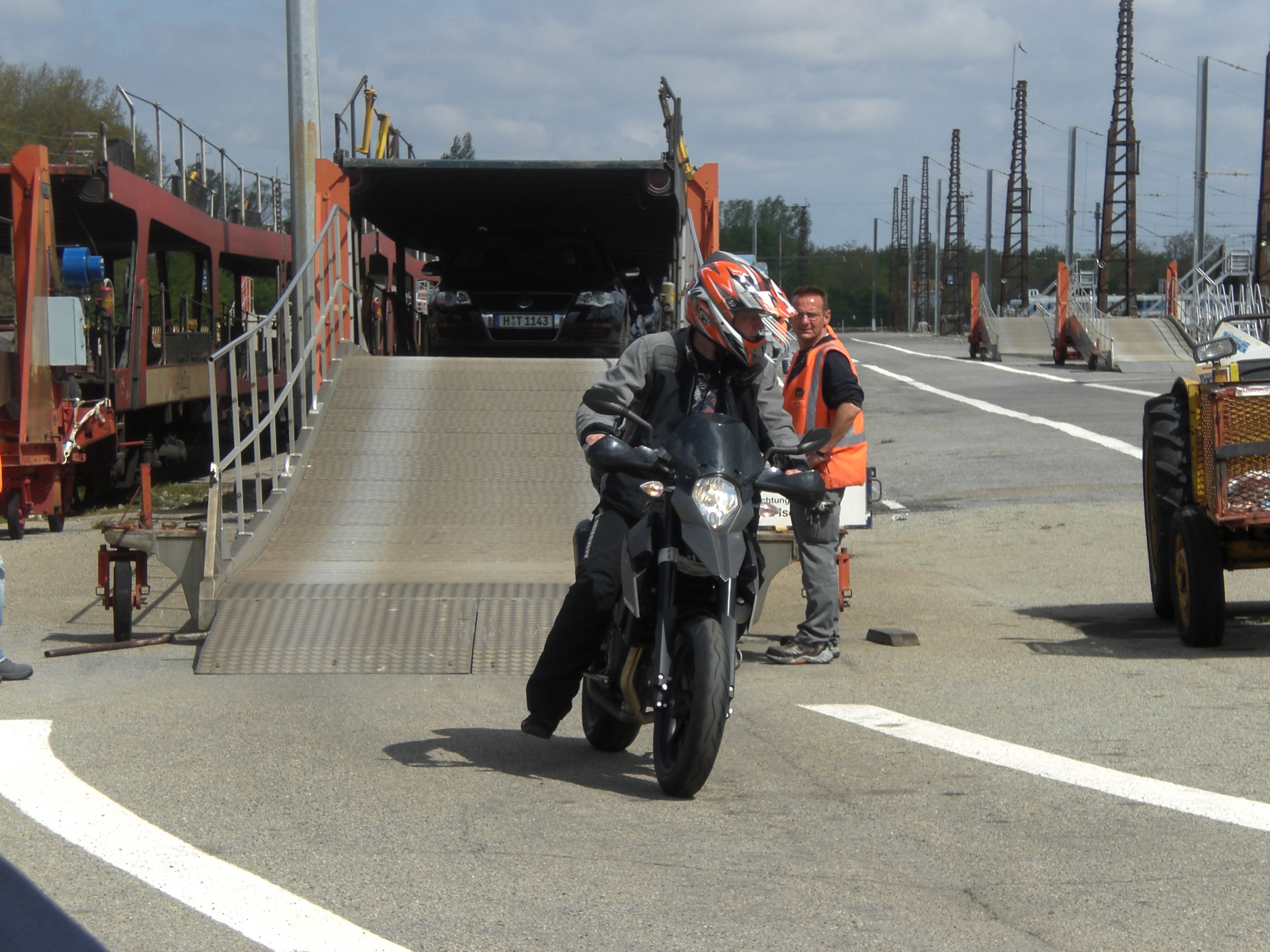
Vykládka vozidel z autovlaku v Narbonne

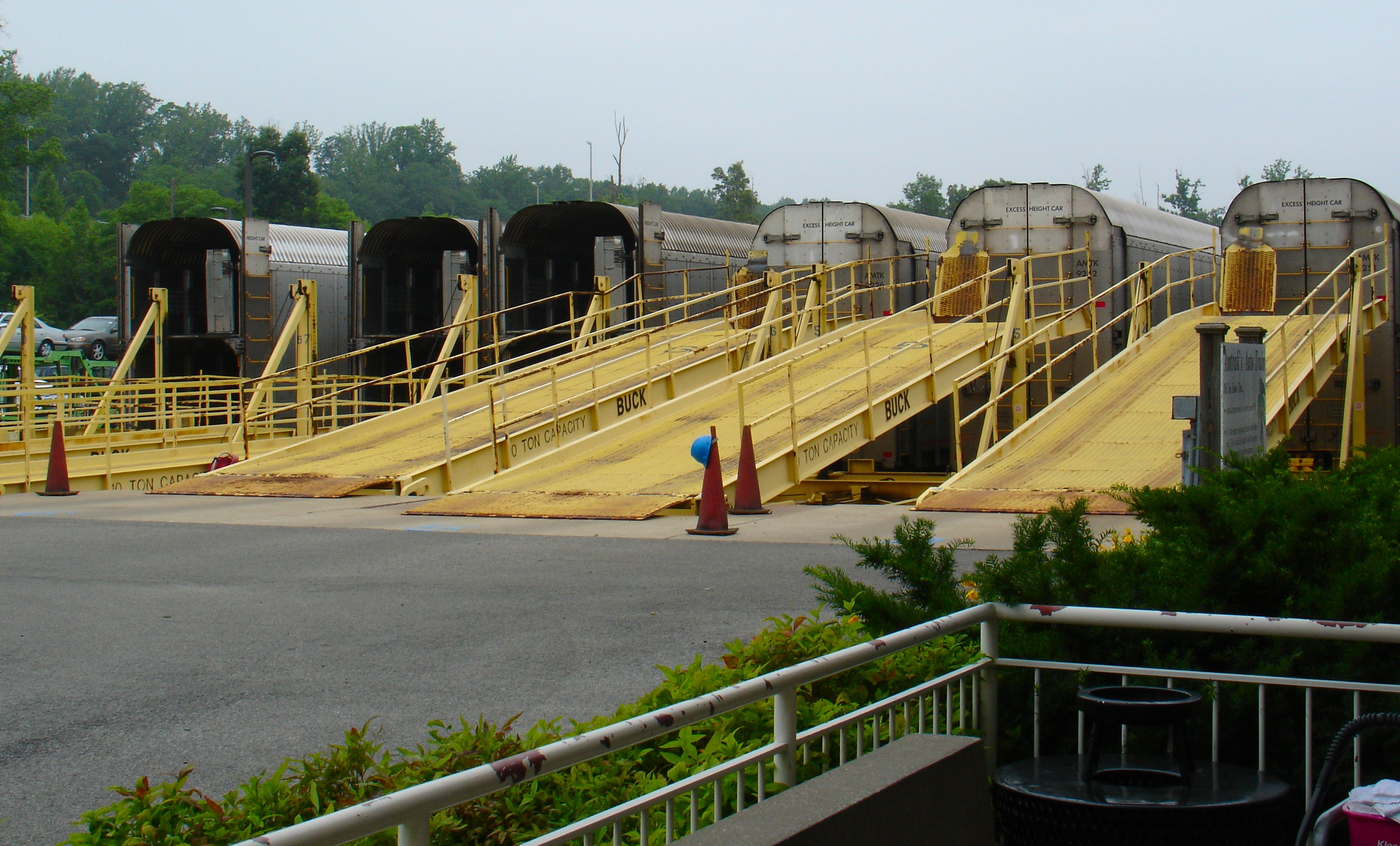
Nakládací rampy amerického vlaku Auto Train společnosti Amtrak v Lortonu, 2010

Autovlak je železniční vlak osobní dopravy, který umožňuje kromě osob přepravovat na speciálním voze nebo vozech osobní automobily cestujících. Dálkové autovlaky slouží tomu, aby řidič mohl po dobu cesty odpočívat, kyvadlové autovlaky se používají na kratší vzdálenosti na trasách, kde neexistuje vhodné silniční spojení, přestože je na nich dostatečný přepravní proud.

## Dálkové autovlaky
Hlavním účelem je, aby řidiči osobních vozidel mohli po dobu cesty odpočívat a i se svými spolucestujícími cestovat ve větším pohodlí, zároveň jsou eliminována i bezpečnostní rizika z nadměrné doby řízení. V současné době slouží autovlaky zejména pro přepravu osob do vzdálených turisticky vyhledávaných oblastí, u některých vlaků je tato služba nabízena jen sezónně.
Rozměry (zejména výška, délka a šířka) přepravovaných automobilů jsou limitovány typem vozu a průjezdným profilem tratí (resp. přípustným obrysem pro vozidla). Některé autovlaky umožňují i přepravu motocyklů. Obvykle je možné ponechat si v automobilu zavazadla, avšak automobily jsou po dobu cesty zajištěny a případně zapečetěny a cestující k nim nemají přístup. Pro přepravu řidiče automobilu a jeho spolucestujících obvykle dopravce nabízí speciální tarif a pro tyto cestující jsou vyhrazena místa v určitých vozech vlaku. Nakládka a vykládka automobilů je zpravidla možná jen ve výchozí a cílové stanici vozu pro automobily.

## Kyvadlové autovlaky
Jiný princip se využívá pro kyvadlovou přepravou automobilů a jejich osádek přes místa, kudy nevede silnice, ale jen železniční trať. Mezi taková místa patří například Hindenburgova hráz na Severofríské ostrovy v Německu, některé průsmyky a tunely ve Švýcarsku (Oberalp, Simplon, Lötschberg, Furka, Vereina, Albula, před otevřením silničního tunelu roku 1980 též Gotthard), Taurská dráha v Rakousku, Eurotunel pod Lamanšským průlivem či Bohinjský tunel ve Slovinsku. Cestovní doba je zde obvykle dostatečně krátká, takže osádky zůstávají v automobilech, eventuálně mohou i vystoupit a pohybovat se ve voze přepravujícím jejich automobil.. Na rozdíl od dálkových autovlaků mohou mít kyvadlové autovlaky přizpůsobenou ložnou míru konkrétní trase (typické pro Eurotunnel).

## Historie a příklady dálkových autovlaků
V Německu byla služba přepravy automobilů zahájena Německými říšskými drahami (DR) 1. dubna 1930 jako Auto-Gepäck-Verkehr. Automobily však byly přepravovány samostatnými vlaky. Ve 40. letech byly vyvíjeny speciální patrové vozy, avšak kvůli druhé světové válce došlo k realizaci až Německými spolkovými drahami od 25. června 1956 pod označením Autoreisezug na trase Hamburg – Chiasso, kde bylo za sezónu přepraveno asi 930 automobilů. Do roku 1973 se počet relací, na nichž byly přepravovány automobily, zvýšil na 163, počet přepravených automobilů v tomto roce, ovlivněném ropnou krizí, dosáhl 185 500. Od roku 1996 používají Německé dráhy označení Autozug místo Autoreisezug. V letech 2007 a 2008 byla nabídka relací silně zredukována, roku 2009 opět trochu rozšířena.
Německé dráhy v roce 2009 nabízely přepravu z několika německých měst (Berlin-Wansee, Hamburg-Altona, Hildesheim, Düsseldorf, Neu Isenburg, o rok dříve též z Mnichova) do francouzských měst Avignon a Narbonne poblíž španělských hranic. V letní sezóně Německé dráhy vypravují autovlaky též do Rakouska (Innsbruck, Salcburk, Schwarzach-St.Veit, Villach).
Rakouské dráhy nabízely v roce 2009 autovlaky z Vídně do Říma a Florencie. V roce 2012 nabízejí vnitrostátní relace Graz – Feldkirch, Villach – Feldkirch, Vídeň – Feldkirch, Vídeň – Innsbruck, Vídeň – Lienz, Vídeň – Villach a mezinárodní relace Vídeň – Hamburg a Vídeň – Livorno, v letní sezóně i další autovlaky do Itálie.
Ve Francii má služba název AutoTrain, v Belgii byla provozována do roku 2003 pod názvem Auto-train, ve Finsku má název CarTrain, v Nizozemsku dříve Motorail/Autotrein, nyní autoslaaptrein, v Řecku a Turecku Agenturbetrieb, ve Velké Británii v letech 1955–2005 Motorail, v Česku a na Slovensku Autovlak, ve Švýcarsku Autoreisezug, v Itálii Viaggiare con auto al seguito, v Srbsku Prevoz pračenih automobila.
V USA je služba provozována společností Amtrak pod názvem Auto Train.
V Chile pod názvem AutoTren či Transporte de automóviles.
V Austrálii jezdí autovlaky Motorail na třech osách: Indian Pacific, The Ghan, The Overland.

## Autovlaky Českých drah
České dráhy zavedly poprvé autovlaky od grafikonu 1997/1998 na trase mezi Prahou a Popradem, zpočátku rychlíkem Hornád jen o víkendech v letní sezoně. První tři roky fungoval jako autovlak rychlík Hornád (R 225/224), ten však byl od grafikonu 2000/2001 a funkci autovlaku převzal expres Laborec (Ex 125/124), o rok později překategorizovaný na rychlík (R 425/424). Ve dnech, kdy byl připojován autovůz, měly tyto vlaky odlišný jízdní řád, který počítal s časy navíc na připojování či odpojování a kvůli omezení rychlostí jízdy na 100 km/h. Od grafikonu 2004/2005 začal jezdit ve vybrané dny jezdit další autovůz v rychlíku Cassovia na trase Praha – Košice, tak tomu bylo i o rok později. Od grafikonu 2005/2006 byl rychlík Laborec přejmenován a přečíslován na R 225/224 Šírava a rychlík Cassovia vozil autovůz do Košic již denně. Od jízdního řádu 2008/2009 byl rychlík Cassovia zrušen a rychlík Šírava přesunut do jeho časové polohy, zároveň se objevil nový spoj Slovakia (EN 425/424) v kategorii EuroNight, který převzal oba autovozy (do Košic i do Popradu). Od roku 2012 vozí po většinu roku tři autovozy, z toho dva až do Košic a jeden jen do Popradu. Kromě toho slouží od roku 2009 jako autovlak v trase Praha – Košice též denní EC 120/121 Košičan.
Některé autovlaky přepravují i motocykly (není to možné v EN Slovakia do Košic). Pro řidiče a spolucestující z automobilu platí speciální jízdné a jsou pro ně určeny vozy. K cestě v Košičanu je přidruženo jízdné 1. třídy, k cestě v Euronight Slovakia cesta v lůžkovém voze.
Od roku 2003 jezdil jako autovlak rychlík Jadran (R 1202/1203) v trase Praha hlavní nádraží – Split, z počátku jen s týdenní frekvencí, a v roce 2005 přepravil 795 vozidel a 5600 cestujících. V roce 2006 nejezdil, o letních sezonách 2007 až 2009 jezdil v odlišné trase, a to již denně. V roce 2010 služba nepokračovala, protože maďarské a chorvatské železnice odmítly vlak dále dotovat z veřejných rozpočtů.
Roku 1997 bylo přepraveno autovlaky Českých drah 107 automobilů, od té doby počet každoročně stoupal, v roce 2009 dosáhl čísla 13 061, z toho na nočním spojení Prahy a Košic bylo přepravených aut 5686, mezi Prahou a Popradem 5071, na denním spojení mezi Prahou a Košicemi 1329 a Jadranem bylo přepraveno 793 automobilů.
Od 16. července 2012 byl zahájen zkušební provoz přepravy vyšších automobilů (až do výšky 2,00 nebo 1,96 metrů, např. SUV, VAN nebo off-road) na denním autovlaku do Košic (EC 120/121).